# Końskie
Końskie (udtale: [ˈkɔɲskʲɛ]; yiddish: Kinsk, קינצק / קינסק)  er en by i den nordlige del af  voivodskabet Święty Krzyż i  den sydøstlige del af Polen, i den historiske region Lillepolen. Byen  har 18.201(2021) indbyggere og et areal på 	35,7 km², og er administrationsby i powiatet Końskie.

## Historie
Den ældste bebyggelse, som nu er Końskie, går tilbage til det 11. århundrede. Gravpladsen fra denne periode blev opdaget i den nordlige del af byen i 1925. Końskie blev første gang nævnt i historiske kilder i 1124, med Prandota af Prandocin (moderen til Odrowąż-familien) registreret som ejer af bosættelsen. I de næste par århundreder var bebyggelsen ejet af familien Odrowąż. Iwo Odrowąż, biskoppen af Kraków, grundlagde et sogn og byggede en kirke dedikeret til St. Nicholas i 1220-1224. Kirken blev revet ned i det 15. århundrede, og en ny gotisk blev bygget i stedet for i årene 1492–1520. Nogle elementer fra den ældre romanske kirke blev gemt i den nye (f.eks. den romanske tympanon på billedet). Końskie modtog byrettigheder fra kong August 3. af Polen den 30. december 1748. Det var en privat by, administrativt beliggende i Żarnów-powiatet i voivodskabet Sandomierz i Provinsen Lillepolen.